# Cyperus penicillatus
Cyperus penicillatus är en halvgräsart som beskrevs av Cassiano Conzatti. Cyperus penicillatus ingår i släktet papyrusar, och familjen halvgräs. Inga underarter finns listade i Catalogue of Life.